# Hydroides dafnii
Hydroides dafnii är en ringmaskart som först beskrevs av Amoureux, Rullier och Fishelson 1978.  Hydroides dafnii ingår i släktet Hydroides och familjen Serpulidae. Inga underarter finns listade i Catalogue of Life.